# Чикалазаде Юсуф Сінан-паша
Чикалазаде Юсуф Сінан-паша (тур. Cığalazade Yusuf Sinan Pasha, прибл. 1545—1605) також відомий як Чагалоглу Юсуф Сінан-паша (тур. Cağaloğlu Yusuf Sinan Pasha), — османський державний діяч італійського походження, що обіймав посаду великого візира протягом сорока днів між 27 жовтня та 5 грудня 1596 за правління султана Мехмеда III. Його прізвисько означає «син Чикала». Юсуф Сінан-паша був одним із найбільш здібних державних діячів Османської класичної епохи, який сприяв розширенню імперії на схід за рахунок Персії та успішно захищав османську Угорщину від нападів Габсбургів на заході. Він також був військовим генералом та капудан-пашею (верховним командувачем османського флоту. Через придворні інтриги він був змушений подати у відставку з посади великого візира вже через місяць перебування на цій посаді.

## Біографія

### Ранні роки
Народився як Сципіон Чикала в Генуї чи Мессіні близько 1545 року, в аристократичній генуезькій родині Чикала. За словами Стефана Герлаха, його батько, віконт ді Чикала, якийсь час був корсаром на службі в Іспанії, тоді як його мати була туркеньою з Кастельнуово (сьогодні в Герцег-Нові в Чорногорії). Віконт та його син, захоплені в полон в невдалій для християн битві при Джербі, були вивезені османським флотом у 1560 або 1561 р., спочатку до Триполі в Північній Африці, а потім до Константинополя. Батько згодом був викуплений з полону і, проживши деякий час у Бейоглу (Пера), повернувся до Мессіни, де і помер у 1564 році. Його сина Сципіона не звільнили, а натомість після прийняття ісламу віддали до османського закладу по підготовці юнаків до імператорської служби. Він пройшов навчання в Імператорському палаці, піднявшись до рангу силахтара. Зрештою він одружився, спочатку 1573 року з однією, а потім в 1576 з ще однією правнучкою Сулеймана І. Він став багатим високопосадовцем і відданим захисником Порти.

### Кар'єра в Османській імперії
Юсуф Чикалазаде став агою яничарів в 1575 році і зберігав цю посаду до 1578 року. На наступному етапі своєї кар'єри він брав активну участь у тривалій османсько-перській війні 1578—1590 рр. Він був бейлербеєм (генерал-губернатором) Вана в 1583 році, і в тому ж році прийняв командування великою фортецею Еріван, одночасно підвищений до звання візира. Він також зіграв помітну роль, знову як бейлербей Вана в кампанії 1585 проти Тебріза. Як бейлербей Баязиту, призначення, яке він отримав у 1586 році, він успішно воював у Західній Персії в останні роки війни, поширивши владу османів на міста Нехавенд і Хамадан.
Після миру 1590 року Чикалазаде був призначений губернатором Ерзуруму, а в 1591 році став капудан-пашею або великим адміралом османського флоту. Він обіймав цю посаду до 1595 року. Під час третього великого візирату (1593—1595) Коджи Сінан-паші, його підвищили до статусу четвертого візира. У той час османи вели війну з Австрією, що розпочалася з 1593 року. Юсуф Сінан-паша, призначений на той момент Третім візиром, супроводжував султана Мехмеда III під час угорської кампанії 1596 року. Чикалазаде  безуспішно намагався зняти облогу з фортеці Хатван, яка впала у вересні 1596 року. Він був присутній на успішній османській облозі Егера (вересень — жовтень 1596 р.) та в битві при Мезе-Керештесі в жовтні 1596 р., а також брав участь у фінальному штурмі, який перетворив неминучу поразку на важливий тріумф османів. В нагороду за його заслуги його зробили великим візиром, але невдоволення, спричинене заходами, якими він скористався, намагаючись відновити дисципліну серед османських військ, неприємностями, що послідували за його втручанням у справи кримських татар, та існуванням при дворі потужних впливів, котрі прагнули відновити Дамат Ібрагім-пашу на посаді великого візира, призвели до того, що через 40 днів він подав у відставку з цієї посади.
Він був бейлербеєм Дамаску з грудня 1597 по січень 1598. У травні 1599 року його вдруге зробили капудан-пашею. У 1604 році він прийняв командування східним фронтом, де в попередньому році почалася нова війна між османами та персами. Його кампанія 1605 року була невдалою, сили, які він вів у напрямку Тебріза, зазнали поразки на берегах озера Урмія. Чикалазаде довелося відійти до фортеці Ван і звідти в напрямку Діярбакіру. Юсуф Сінан-паша помер під час цього відступу в грудні 1605 року.

## Спадщина
Квартал Чагалоглу (тур. Cağaloğlu) в Стамбулі, відоме в Туреччині ім'я, яке було еквівалентом Лондонської Фліт-стріт як прес-центру міста, і де Юсуф Сінан-паша збудував палац і хамам було названо на його честь. Лазня, відома під ім'ям паші під назвою Чагалоглу Хамам (тур. Cağaloğlu Hamam), була реконструйована в 1741 році.
Пісня «Sinàn Capudàn Pascià» генуезького співака та композитора Фабріціо Де Андре розповідає історію Сінан-паші. Вона написана на генуезькому діалекті і є частиною альбому Crêuza de mä.
Він є предком Ільхана Ірема, відомого турецького естрадного співака.